# Sfârșit de călătorie (Star Trek: Generația următoare)
„Sfârșit de călătorie” (titlu original: „Journey's End”) este al 20-lea episod din al șaptelea sezon (și ultimul) al serialului TV american științifico-fantastic Star Trek: Generația următoare și al 172-lea episod în total. A avut premiera la 28 martie 1994.
Episodul a fost regizat de Corey Allen după un scenariu de Ronald D. Moore bazat pe o poveste de Ronald D. Moore după o idee de Shawn Piller și Anatonia Napoli. Invitat special este Richard Poe în rolul lui Gul Evek. Acest episod marchează ultima apariție a lui Eric Menyuk în rolul Călătorului. 

## Prezentare
Wesley Crusher se gândește la viitorul său, în timp ce USS Enterprise primește ordine să înlăture niște coloniști amerindieni de pe o planetă ce este pe cale de a intra sub jurisdicția cardassienilor. 

## Actori ocazionali
- Wil Wheaton - Wesley Crusher
- Tom Jackson - Lakanta
- Natalija Nogulich - Admiral Nechayev
- Ned Romero - Anthwara
- George Aguilar - Wakasa
- Richard Poe - Gul Evek
- Eric Menyuk - Călătorul
- Doug Wert - Jack Crusher